# Mellansmalbi
Mellansmalbi (Lasioglossum intermedium) är en biart som först beskrevs av Schenck 1870. Mellansmalbi ingår i släktet smalbin, och familjen vägbin. Inga underarter finns listade i Catalogue of Life.

## Beskrivning
Ett litet bi med en kroppslängd kring 5 mm för hanen, 6 mm för honan. Spetsen på clypeus (munskölden) kan vara gul, även om det också förekommer att den har omgivningens mörka färg. Större delen av kroppen är svart hos honan, medan hanen kan ha huvud och mellankropp gråa eller brunaktiga. Hanen har dessutom de bakersta skenbenen och fötterna gula. Honan kan ha svaga, vita hårfläckar på tergiterna. Den femte tergiten hos honan är täckt av mörkbruna hår.

## Ekologi
Habitatet utgörs av sandiga marker som flodstränder, sandbankar i inlandet och grustag. Åtminstone i Tyskland förekommer arten även på lerjordar.
Arten antas vara polylektisk, och har iakttagits på korgblommiga växter som maskrosor, videväxter som videsläktet och troligen också flockblommiga växter.

## Utbredning
Utbredningsområdet sträcker sig från Nederländerna och Iberiska halvön till norra Iran. Norrut förekommer den upp till Lettland.
I Sverige har arten rapporterats från Blekinge, men det har ifrågasatts om de fynden verkligen är mellansmalbin, och arten betraktas tills vidare som ej påträffad i Sverige. Inte heller i Finland finns arten.
Arten är ingenstans vanlig. IUCN har rödlistat den internationellt som nära hotad ("NT"), och främsta orsaken tros vara habitatförlust på grund av hus- och vägbyggnad.